# Миленко С. Филиповић
Миленко С. Филиповић (Босански Брод, 8. новембар 1902 — Београд, 22. април 1969) био је српски и југословенски етнолог и етнограф.

## Основни биографски подаци
Рођен 8. новембра 1902. године у Босанском Броду у породици жељезничара са укупно седмеро дјеце. Миленко С. Филиповић је био истакнути југословенски антропогеограф и свјетски познат и признат етнолог, истраживач широких географских пространстава и још дубљих народних обичаја, миграција српског становништва и њихових посљедица, до веома ријетких и тешко уочљивих појава и посљедица народног живота.

## Школовање
Основну школу завршио је у граду Високом, возарећи жељезницом из оближњих Подлугова. Гимназију похађа у Тузли у тешким условима Првог свјетског рата, гдје га материјално помаже као и друге одличне ученике индустријалац Данило Пантић. Као одличан ученик Миленко даје инструкције слабим ђацима и тако материјално помаже школовање своје браће и сестара.
Уписује се на Филозофски факултет у Београду (1921) гдје студира групу предмета: географија, етнологија и национална историја код највећих научника тога времена, географа Јована Цвијића и етнолога Тихомира Ђорђевића и Јована Ердељановића. Иако је дао много радова из антропогеографије, професор Филиповић је ипак на првом мјесту био етнолог. Студије завршава за три и по године у својој 23. години живота.
Када је мјесто професора географије у Велесу, у Македонији, одмах наставља са научним радом на изради докторске дисертације: “Височка нахија”, коју је одбранио 1928. Године. Дисертација од 456 страница текста објављена је исте године у Београду у чувеној Цвијићевој едицији “Насеља српских земаља”.

## Научни рад
У чувеној Цвијићевој едицији “Насеља српских земаља”, током живота објавио је доста радова, а важнији су: “Вогошћа и Биоча у Босни”,” Живот и обичаји народни у Височкој нахији”, „Гласинац”, „Рама” у Босни и “Таково”. 1930. године је изабран за доцента и за вандредног професора 1937. године на младом Филозофском факултету у Скопљу. Са подручја Македоније професор Филиповић је објавио неколико десетина већих и мањих радова и постао члан Научног друштва. Један је од покретача оснивања Етнолошког друштва Југославије и главни уредник часописа “Етнологија”.
Богати научни рад професора Филиповића прекида Други свјетски рат на подручју Југославије од 1941-1945. године, који је преживио у Београду. И у таквим условима професор Филиповић наставља са научним радом, тако да је одмах посље ослобођења изабран за Научног сарадника Српске академије у Београду. Као већ истакнуто научно име добија Рокфелерову стипендију и проводи једну школску годину на Харвардском универзитету у САД, гдје не само слуша, него и држи предавања на енглеском језику, који је сам научио. Због запажених научних радова изабран је за научног сарадника Харвардског универзитета. Слободно вријеме је користио за упознавање и скупљање грађе о Србима у Америци од обала Атлантика до обала Пацифика.
На новоотвореном Филозофском факултету у Сарајеву изабран је по позиву за редовног професора на предметима антропогеографија и етнологија 1955. године. И током релативно кратког боравка у Сарајеву развио је снажну научноистраживачку и организацијску дјелатност. Тако је већ 1957. године као главни уредник првог географског научног часописа у Босни и Херцеговини “Географског прегледа” објавио веома запажени уводни чланак “Цвијићева антропогеографска школа”. Остао је главни уредник овог часописа до одласка у пензију (1962). Истовремено је изабран за члана Научног друштва БиХ, а затим за редовног члана Академије наука БиХ. Од 1959. До 1964. године био је директор Балканолошког института Академије наука БиХ. Организовао је и учествовао са неколико реферата на чувеном Симпозијуму о средњовјековном катуну.
Ни тешка болест није могла спријечити професора Филиповића да настави са својим научним радом у Сарајеву и у Београду. Бројни су радови професора Филиповића у Дијелима Академије наука БиХ у Сарајеву као што су: “Лепеница као регија“,“Попово у Херцеговини“(заједно са Љ. Мићевићем), “Мајевица“(С обзиром на етничку прошлост и етничке особине мајевичких Срба),“Српска насеља у Белој Крајини“, и на десетине мањих по обиму, али зато веома значајних по садржају.
Радови професора Филиповића објављени су и у три југословенске енциклопедије, а наводимо само најзначајније као: “Кућна задруга“, “Род“, “Крсна слава“, “Братство“, “Цигани“, „Цинцари“ и бројни други. Професор Филиповић запазио је на десетине одличних студената, које је стално мотрио и помагао им да успеју у тешком научном раду. Десетак од њих су постали познати научници у својим научним дисциплинама. Поједини његови ученици чувају бројна писма којима је овај несебични учитељ изражавао готово родитељско старање за њих.
Још неки од важнијих Филиповићевих етнолошких радова су: „Деформисање лубање у Југославији", „Тетовисање у јужној Србији", „Србљаци", „Етничке прилике у Македонији и Старој Србији", „Обичаји и веровања у Скопској котлини", „Несродничка и предвојена задруга", „Галипољски Срби", „Живот и обичаји народа у Височкој нахији", „Трачки коњаник у обичајима и веровањима балканских народа" „Женска керамика код Балканских народа", „Цинцари у Босни", „Горња Пчиња, „Постанак и развитак групе банатских Хера“, „Стварање етничких група на планинама", „Структура и организација средњевековног катуна", „Различита етнолошка грађа са Косова и Метохије" „Различита етнолошка грађа из Црне Горе и Санџака", „Етнолошке белешке из источне Херцеговине", „Јован Цвијић и српска етнологија" итд.
Mеђу бројним антропогеографским студијама проф. М. Филиповића истичу се радови: „Височка нахија", „Северна велешка села", „Дебарски Дримкол", „Голо Брдо“, „Гласинац", „Рама у Босни", „Таково", „Попово у Херцеговини", „Хас под Паштриком", „Модрича некад и сад", „Положај и територијални развитак Велеса", „Номадски сточари на Ограждену", „Цвијићева антрапогеографска школа" итд.
Кроз читав свој прилично тежак живот радио је са огромном енергијом не признавајући животне тешкоће. Зато је успио да у свом научном објављеном раду има готово 400 стотине библиографских јединица. Цијели живот професора Филиповића био је посвећен научном истраживању и научним радовима. Тај рад је познат и признат не само у Југословенским земљама већ и у широким научним круговима у иностранству, јер су поједини Филиповићеви радови објављени и изван наше земље. Темељно знање страних језика омогућило је проф. Филиповићу познавање светске научне литературе. Од мањих чланака о појединим ситнијим проблемима брзо је прешао на заокругљене и потпуније студије. Неке његове студије су најбоље које постоје у југословенској етнолошкој и антропогеографској науци.

## Смрт
Професор Филиповић је умро 22. априла 1969. године, посље тешке болести, а сахрањен је на Новом гробљу у Београду надалеко од једног од својих учитеља Јована Цвијића и славног књижевника и борца за народна права Петра Кочића. Смрћу професора М. Филиповића наша наука изгубила је ватреног поборника. Он ће остати у трајном сећању југословенских етнолога и географа, а пре свега његових ученика и сарадника. Остаће оличење изузетне енергије и етичке постојаности. Ово неколико редова нека му буде само стручак признања од захвалног ученика и пријатеља.